# Bezirksrabbinat Sinsheim
Das Bezirksrabbinat Sinsheim entstand 1827 in Sinsheim in Baden und war eines von 15 Bezirksrabbinaten, die auch als Bezirkssynagogen bezeichnet wurden.
Die Bezirksrabbinate waren dem Oberrat der Israeliten Badens unmittelbar unterstellt. Vorsteher waren der Bezirksrabbiner und der Bezirksälteste. In Angelegenheiten des Rabbinatsbezirks mussten einmal jährlich alle Ortsältesten gehört werden. Der Bezirksrabbiner führte den Vorsitz. Die Aufgaben des Bezirksrabbiners wurden ab 1875 vom Bezirksrabbiner des Rabbinats Heidelberg wahrgenommen.

## Aufgaben
Die Aufgaben umfassten den Vollzug der landesherrlichen Verordnungen, die Verkündigung und den Vollzug der Verordnungen der Oberkirchenbehörde, Beratungen über Schulangelegenheiten, die Verwaltung von Stiftungen und die Verteilung von Almosen. Zur Finanzierung der Bezirksrabbinate wurden Umlagen von den einzelnen jüdischen Gemeinden bezahlt.

## Gemeinden des Rabbinatsbezirks
- Jüdische Gemeinde Babstadt
- Jüdische Gemeinde Bad Rappenau
- Jüdische Gemeinde Berwangen (ab 1877 zu Bezirksrabbinat Bretten)
- Jüdische Gemeinde Dühren
- Jüdische Gemeinde Ehrstädt
- Jüdische Gemeinde Eppingen (ab 1877 zu Bezirksrabbinat Bretten)
- Jüdische Gemeinde Eschelbach
- Jüdische Gemeinde Gemmingen (ab 1877 zu Bezirksrabbinat Bretten)
- Jüdische Gemeinde Grombach
- Jüdische Gemeinde Hilsbach
- Jüdische Gemeinde Hoffenheim
- Jüdische Gemeinde Hüffenhardt
- Jüdische Gemeinde Ittlingen (ab 1877 zu Bezirksrabbinat Bretten)
- Jüdische Gemeinde Mühlbach (ab 1877 zu Bezirksrabbinat Bretten)
- Jüdische Gemeinde Neckarbischofsheim
- Jüdische Gemeinde Neidenstein
- Jüdische Gemeinde Obergimpern
- Jüdische Gemeinde Rohrbach (bei Sinsheim)
- Jüdische Gemeinde Richen
- Jüdische Gemeinde Schluchtern
- Jüdische Gemeinde Siegelsbach
- Jüdische Gemeinde Sinsheim
- Jüdische Gemeinde Stebbach
- Jüdische Gemeinde Steinsfurt
- Jüdische Gemeinde Untergimpern
- Jüdische Gemeinde Waibstadt
- Jüdische Gemeinde Weiler (bei Sinsheim)
- Jüdische Gemeinde Wollenberg

## Bezirksrabbiner
- 1827 bis 1874 David Geissmar
- 1875 bis 1889 Hillel Sondheimer (Bezirksrabbiner in Heidelberg, seit 1875 auch für das Bezirksrabbinat Sinsheim zuständig)